# Sudan (regione)

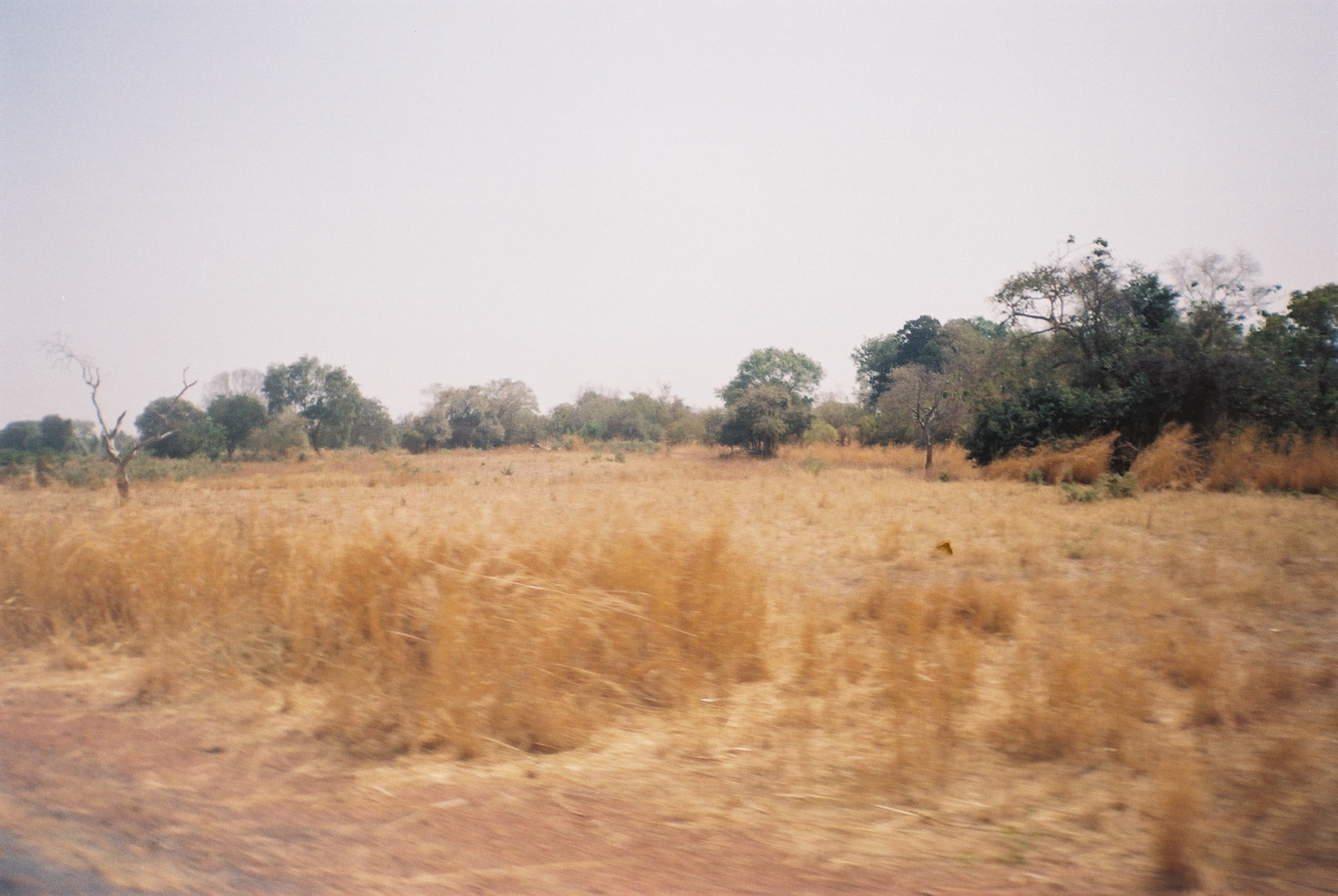
Paesaggio tipico della regione del Sudan

Sudan (abbreviazione del termine arabo bilâd as-sûdân "territorio dei neri") è la denominazione di una regione geografica estesa dall'Africa orientale a quella occidentale, e che comprende tutta la fascia di territorio, a sud del Sahel, che va dal Mali (un tempo denominato Sudan Francese) fino all'attuale Repubblica del Sudan. Questa regione riceve una quantità di precipitazioni maggiori del Sahel, ed è quindi più adatta alle colture. A sud del Sudan vi sono le foreste tropicali.

## Terminologia
Tenendo presente il Lago Ciad come punto intermedio, si può dividere il Sudan in due macroregioni, occidentale e orientale.
In epoca coloniale si soleva parlare di Sudan Francese e di Sudan Britannico (benché le due colonie non confinassero direttamente), per indicare i territori sotto il controllo delle due potenze europee. Nel 1960 il Sudan francese (1.192.800 km², 3.467.000 ab. 1955) divenne indipendente con il nome di Mali a cui vennero sottratti alcuni territori che andarono alla Mauritania, mentre il Sudan britannico (2.505.405 km², 8.820.000 ab 1955) divenuto indipendente il 1º gennaio 1956 mantenne il proprio nome, perdendo però l'epiteto "britannico", ed è oggi la Repubblica del Sudan.